# Паутинник тёмно-бурый
Паутинником коричневым также называют вид Cortinarius cinnamomeus (Паутинник коричный), не родственный этому.
Паути́нник тёмно-бу́рый, или кори́чневый (лат. Cortinarius brunneus) — вид грибов, входящий в род паутинник (Cortinarius) семейства паутинниковые (Cortinariaceae).

## Описание
Пластинчатый шляпконожечный гриб с паутинистым покрывалом. Шляпка взрослых грибов достигает 3—7 см в диаметре, у молодых грибов выпуклая, затем раскрывается до плоской, в центре с бугорком или без него, охотно впитывающая воду (гигрофанная). Поверхность бархатисто-волокнистая, в дождливую погоду тёмно-бурая до почти чёрной, при подсыхании — бурая до жёлто-бурой, с охристым налётом по всей поверхности. Пластинки гименофора приросшие зубцом к ножке, сравнительно редко расположенные, бурые даже у молодых грибов.
Кортина серебристо-серая.
Мякоть буроватая, без особого запаха, с пресным вкусом.
Ножка достигает 6—12 см в длину и 0,6—1,5 см в толщину, цилиндрическая или слабо расширяющаяся книзу, с шелковисто-волокнистой бурой поверхностью, с беловатым волосистым налётом и заметным беловатым пояском — остатком кортины.
Споровый отпечаток ржаво-коричневого цвета. Споры 8,5—11,5×5,5—7 мкм, эллиптические, с неровной бородавчатой поверхностью.
Мякоть при контакте с раствором щёлочи окрашивается в коричневый цвет, с гваяколом — в сине-зелёный.
Малоизвестный условно-съедобный (после отваривания) гриб, к определению которого, однако, следует подходить с осторожности ввиду наличия родственных несъедобных видов. Содержит алкалоиды-бруннеины — очень слабые ингибиторы холинэстеразы, нетоксичные для человека.

### Сходные виды
Относится к группе трудноотличимых видов секции Brunnei подрода Telamonia, характерно темнеющих с возрастом. Отличительные признаки этого вида — средние размеры и сиреневато- или чёрно-бурая окраска влажной шляпки.

## Экология и ареал
Широко распространён по умеренной зоне Евразии и Северной Америки, также в Северной Африке. Произрастает в хвойных и смешанных лесах с конца лета по начало осени, образует микоризу с елью.

## Синонимы
- Agaricus brunneus Pers., 1801basionym
- Hydrocybe brunnea (Pers.) M.M.Moser, 1953
- Telamonia brunnea (Pers.) Wünsche, 1877
- Telamonia brunnea f. gracilis Bres., 1928